# عبد الخالق زنكنة
عبد الخالق محمد رشيد زنكنة وهو سياسي كردي عراقي.
شغل منصب عضو في الجمعية الوطنية الانتقالية المؤقتة عامي 2004 و2005.
وشغل منصب عضو في مجلس النواب العراقي في دورته الأولى عن قائمة التحالف الكردستاني ممثلا لمحافظة كركوك، وشغل منصب رئيس لجنة المرحلين والمهجرين في المجلس.
كما يشغل حاليا منصب المنسق العام للمنتدى العراقي لمنظمات حقوق الإنسان.